# Fuga nelle tenebre
Fuga nelle tenebre (Flucht in die Finsternis) è un racconto lungo dello scrittore austriaco Arthur Schnitzler, redatto tra il 1912 e il 1917, pubblicato tra il 10 e il 30 maggio 1931 sulla rivista berlinese Vossischen Zeitung e poi dal 19 luglio al 19 agosto sul Neuen Wiener Tagblatt, prima di apparire, in quello stesso anno, in volume presso l'editore S. Fischer.

## Trama
Robert, un funzionario ministeriale viennese, torna in città dopo aver trascorso lontano da Vienna un periodo di congedo dal lavoro, accordatogli per motivi di salute in seguito a un esaurimento nervoso. A Vienna alloggia provvisoriamente in un albergo e ritrova l'amato fratello Otto, al quale si è sempre sentito molto legato. In passato, rimasto profondamente turbato dal progressivo precipitare di un amico nella follia, proprio a Otto, medico, aveva fatto firmare un foglio in cui Robert chiedeva gli fosse data la morte, qualora fosse impazzito.
A Vienna ritrova le sue vecchie compagnie, ma il suo stato psichico continua a dare segni di squilibrio. Qualche tempo prima, Robert ha rotto con la fidanzata Alberta, lasciandola partire con un americano. Tuttavia, pur ricordando il civile colloquio di quell'ultima sera, non riesce a rammentare nulla delle ore successive, ed è così colto dal sospetto di averla uccisa in preda alla pazzia, cancellando poi sapientemente le prove. Gli sembra allora possibile aver ucciso anche la giovane consorte Brigitte anni addietro, avvelenandola, nonostante fosse stata dichiarata deceduta per cause naturali.
Robert riprende a lavorare e si fidanza con Paula Rolf, che ha conosciuto nel periodo di convalescenza trascorso sul lago dei Quattro Cantoni. Riceve anche una lettera da Alberta, in cui la donna gli racconta gli sviluppi della sua vita, che l'hanno poi portata a lasciare l'americano e a sposare un altro uomo. La missiva smentisce i tormentosi dubbi di Robert, che si sente sollevato. 
Ben presto, però, viene colto da un nuovo sospetto. La cognata Marianne gli rivela che il marito, Otto, negli ultimi tempi è piuttosto stanco. Questo elemento, unito ad altri dettagli del tutto neutri, instilla in Robert la convinzione che il fratello stia impazzendo, e che, a causa della sua mente non più lucida, ravvisi in lui i tratti della follia, portando a compimento la promessa fatta. Robert si fa portare il foglio, che brucia davanti agli occhi di Otto, ma neanche questo lo tranquillizza: Otto potrebbe averne conservata una copia. Per salvarsi, gli resta allora solo la fuga.
Si reca così dalla fidanzata, a cui comunica che la sera prima l'americano ha passeggiato minacciosamente sotto le sue finestre e vuole attentare alla sua vita: per questo devono scappare. La attenderà alla stazione per prendere il treno delle sei. Sentendosi sempre più minacciato, tuttavia, Robert non la aspetta e prende il treno delle tre, immaginando che Paula lo raggiunga più tardi, ma ciò non avviene. A notte fonda, nella stanza d'albergo che ha preso, arriva invece Otto, inquieto e desideroso di capire cosa abbia indotto Robert a lasciare precipitosamente la città. Comprendendo, dalla reazione del fratello, quale assurdo pensiero gli baleni in mente, lo guarda con compassione e fa per abbracciarlo, ma Robert, terrorizzato, lo uccide con una pistola, per poi fuggire nella boscaglia, tra le piante e gli sterpi. Verrà ritrovato morto, con il volto insanguinato, essendosi tolto la vita con la stessa arma usata per assassinare suo fratello.

## Ricezione critica
Il 1º dicembre 1917, poco dopo aver ultimato la stesura del racconto, l'autore se ne dichiarò insoddisfatto in una pagina del suo Diario, affermando di voler rinunciare alla pubblicazione. Il 29 luglio 1924 si mostrò invece più indulgente: «Pomeriggio. Ho riletto la mia novella Delirio. […] La novella non è artisticamente priva di pregio».
Sprengel, Scheffel e Le Rider riscontrano nel racconto elementi autobiografici. In particolare, Schnitzler avrebbe alluso ai suoi tesi rapporti con il fratello Julius, anch'egli medico.
Farese si chiede come mai l'autore abbia esitato sino alla fine per dare il racconto alle stampe, e trova nei difficili anni della finis Austriae una possibile ragione, peraltro in qualche modo ravvisabile nel libro. Due giorni prima della morte, Schnitzler ebbe modo di leggere una prima recensione del suo libro, che gli fornì motivo di soddisfazione.
Marie Kolkenbrock analizza a fondo il racconto, enucleando alcuni tratti secondo lei determinanti per comprenderlo meglio: Robert si situa al confine tra norma e "altro", tra la normalità, rappresentata dalle convenzioni della società borghese, e ciò che invece si situa al di fuori di esse, in un territorio indefinito e ignoto. Importante, secondo la studiosa, è la dimensione del Doppelgänger (doppio), cara a Schnitzler e ultima propaggine romantica (anche in Hoffmann è spesso presente), che porta Robert a identificarsi con il fratello, fino a perdere coscienza della propria identità.